# Йозеф Еффенбергер
Йозеф Еффенбергер (чеськ. Josef Effenberger, 18 жовтня 1901, Прага — 11 листопада 1983, Прага) — чехословацький гімнаст, призер Олімпійських ігор, чемпіон світу.

## Біографічні дані
На чемпіонаті світу 1926 Йозеф Еффенбергер завоював золоту медаль у командному заліку та срібну — в абсолютному заліку,
Йозеф Еффенбергер виграв на Олімпіаді 1928 срібну медаль в командному заліку. В індивідуальному заліку він зайняв 14-е місце. Також зайняв 9-е місце на перекладині, 10-е — на коні, 15-е — у вправах на брусах, 22-е — у вправах на кільцях, 46-е — в опорному стрибку.